# فهرست نویسندگان آمریکایی

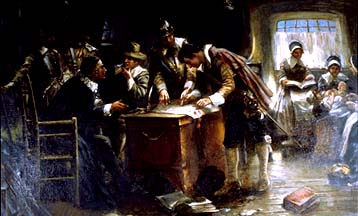
تصویری از نویسندگان آمریکایی

در زیر فهرست نویسندگان اهل ایالات متحده آمریکا آورده شده‌است:

## A
- ارنست همینگوی:رمان‌نویس و خبرنگار برنده جایزه ادبی نوبل
- لوییزا می الکات (۱۸۳۲–۱۸۸۸)، زنان کوچک
- توماس بیلی آلدریچ (۱۸۳۶–۱۹۰۷)
- لیولد الکساندر (۱۹۲۴–۲۰۰۷)
- شرمن الکسی (زاده ۱۹۶۶)
- نلسون آلگرن (۱۹۰۹–۱۹۸۱)
- Hervey Allen (1889–1949) آنتونی ادورس
- ایزابل آلنده (زاده ۱۹۴۲) دختر بخت
- خولیا آلوارز (زاده ۱۹۵۰)
- رودولفو آنایا (زاده ۱۹۳۷)
- پول اندرسون (۱۹۲۶–۲۰۰۱)
- شروود اندرسن (۱۸۷۶–۱۹۴۱)
- مایا آنجلو (۱۹۲۸–۲۰۱۴)
- دونالد انتریم (زاده ۱۹۵۹)
- آیزاک آسیموف (۱۹۲۰–۱۹۹۲)
- گرترود آترتون (۱۸۵۷–۱۹۴۸)
- پل استر (زاده ۱۹۴۷) سه‌گانه نیویورک

## B
- ریچارد باخ (زاده ۱۹۳۶) جاناتان مرغ دریایی
- جیمز رابرت بیکر (۱۹۴۷–۱۹۹۷)
- جیمز بالدوین (۱۹۲۴–۱۹۸۷)
- راسل بنکس (زاده ۱۹۴۰)
- امیری باراکا (LeRoi Jones) (1934–2014)
- جونا بارنز (۱۸۹۲–۱۹۸۲) نایت‌وود
- مارگارت ایر بارنز (۱۸۸۶–۱۹۶۷)
- جان بارت (زاده ۱۹۳۰)
- دونالد بارتلمی (۱۹۳۱–۱۹۸۹)
- ال. فرانک باوم (۱۸۵۶–۱۹۱۹) جادوگر شهر از (رمان)
- گرگ بیر (زاده ۱۹۵۱)
- ان بیتی (زاده ۱۹۴۷)
- Louis Begley (زاده ۱۹۳۳) درباره اشمیت
- ادوارد بلامی (۱۸۵۰–۱۸۹۸)
- سال بلو (۱۹۱۵–۲۰۰۵)
- پیتر بنچلی (۱۹۴۰–۲۰۰۶)
- ایمی بندر (زاده ۱۹۶۹)
- استیون وینسنت بنت (۱۸۹۸–۱۹۴۳)
- گریگوری بنفورد (زاده ۱۹۴۱)
- آلفرد بستر (۱۹۱۳–۱۹۸۷)
- ویلیام پیتر بلتی (۲۰۱۷_ ۱۹۲۸)
- رابرت بلاک (۱۹۱۷–۱۹۹۴)
- پل بولز (۱۹۱۰–۱۹۹۹)
- تام کوراگسن بویل (زاده ۱۹۴۸)
- لی براکت (۱۹۱۵–۱۹۷۸)
- ری بردبری (۱۹۲۰–۲۰۱۲) مرد مصور
- ماریون زیمر بردلی (۱۹۳۰–۱۹۹۹)
- Max Brand (1892–1944) دستری دوباره می‌راند
- ریچارد براتیگان (۱۹۳۵–۱۹۸۴) صید قزل‌آلا در آمریکا
- لوئیس برومفیلد (۱۸۹۶–۱۹۵۶) فصل باران آمد
- جرالدین بروکس (نویسنده) (زاده ۱۹۵۵)
- تری بروکس (زاده ۱۹۴۴)
- چارلز براکدن براون (۱۷۷۱–۱۸۱۰)
- دن براون (زاده ۱۹۶۴) رمز داوینچی
- هری براون (۱۹۱۷–۱۹۸۶)
- ریتا مای براون (زاده ۱۹۴۴)
- پرل باک (۱۸۹۲–۱۹۷۳) خاک خوب
- چارلز بوکوفسکی (۱۹۲۰–۱۹۹۴)
- ادوارد بانکر (۱۹۳۳–۲۰۰۵)
- فرانسس هاجسون برنت (۱۸۴۹–۱۹۲۴)
- دابلیو. آر. برونت (۱۸۹۹–۱۹۸۲)
- ادگار رایس باروز (۱۸۷۵–۱۹۵۰)
- ویلیام اس. باروز (۱۹۱۴–۱۹۹۷)
- اکتاویا باتلر (۱۹۴۷–۲۰۰۶)
- رابرت اولن باتلر (زاده ۱۹۴۵)
- مگ کابوت (زاده ۱۹۶۷)
- جیمز کین (۱۸۹۲–۱۹۷۷) پستچی همیشه دو بار زنگ می‌زند
- ارسکین کالدول (۱۹۰۳–۱۹۸۷) یک وجب خاک خدا
- جان دبلیو. کمبل (۱۹۱۰–۱۹۷۱)
- ترومن کاپوتی (۱۹۲۴–۱۹۸۴)
- اورسن اسکات کارد (زاده ۱۹۵۱)
- کلیب کار (زاده ۱۹۵۵)
- جان دیکسن کار (۱۹۰۶–۱۹۷۷)
- ویلا کاتر (۱۸۷۳–۱۹۴۷)
- مایکل شیبن (زاده ۱۹۶۴)
- ریموند چندلر (۱۸۸۸–۱۹۵۹)
- مری الن چیس (۱۸۸۷–۱۹۷۳)
- استیون شباسکی (زاده ۱۹۷۰) مزایای گوشه‌گیر بودن
- جان چیور (۱۹۱۲–۱۹۸۲)
- سی. جی. شری (زاده ۱۹۴۲)
- Mark Childress (زاده ۱۹۵۷) دیوانه در آلاباما
- ساندرا سیسنروس (زاده ۱۹۵۴) خانه خیابان مانگو
- مری هیگینز کلارک (زاده ۱۹۲۷)
- Walter Van Tilburg Clark (1909–1971) حادثه اوکس‌بو
- جرمایا کلمنس (۱۸۱۴–۱۸۶۵)
- ساموئل لنگهورن کلمنس مارک توین ()
- هل کلمنت (۱۹۲۲–۲۰۰۳)
- مایکل کانلی (زاده ۱۹۵۶)
- پت کانروی (۱۹۴۵–۲۰۱۶) شاهزاده جزر و مد
- جیمز فنیمور کوپر (۱۷۸۹–۱۸۵۱)
- رابرت کوور (زاده ۱۹۳۲)
- پاتریشا کرنول (زاده ۱۹۵۶)
- جیمز گولد کوزنس (۱۹۰۳–۱۹۷۸)
- استیون کرین (۱۸۷۱–۱۹۰۰) نشان سرخ دلیری
- مایکل کرایتون (۱۹۴۲–۲۰۰۸) پارک ژوراسیک
- مایکل کانینگهام (زاده ۱۹۵۲) ساعت‌ها (رمان)
- ریموند کارور (۱۹۳۸-۱۹۸۸)